# Папа Хонорије III
Хонорије III (лат. Honorius III, право име Ченчо Савели) био је римски папа од 1216. до 1227. године.
Родио се у римској аристократској породици око 1150. године. Неко време био је каноник у Цркви Санта Марија Мађоре, да би 1188. године постао папски секретар, а потом кардинал (1197). Као наследник папе Иноћентија III наставио је борбу против катара. Потврдио је доминикански (1216), кармелићански (1220) и фрањевачки ред (1223). Године 1220. крунисао је за цара Фридриха II, који му је заузврат обећао да ће повести нови Крсташки поход, али није одржао своје обећање.
Године 1217. послао је краљевску круну Немањином сину, Стефану Првовјенчаном, на основу чега је дотадашња великожупанска Србија уздигнута на ранг краљевине.
Написао је више дела црквеног права, од којих је најпознатија збирка декретала Пета збирка (лат. Compilatio quinta). Такође је и аутор биографије папа Целестина III и Гргура VII. Саставио је и Liber censuum Romanae ecclesiae, која представљају најважнији историјски извор за проучавање папске економије у средњем веку. Осим тих дела, приписује му се и наводно ауторство над једним гриморијем (Гримориј папе Хонорија) у којем се описује како призивати демоне и научити их контролисати.